# دينغيراي
دينغويراي (Dinguiraye) هي مدينة صغيرة في شمال غينيا، معروفة بمسجدها الكبير الذي كان حتى وقت قريب مصنوع من القش . في عام 2014 كان عدد سكانها 47250 شخصا.

## التاريخ

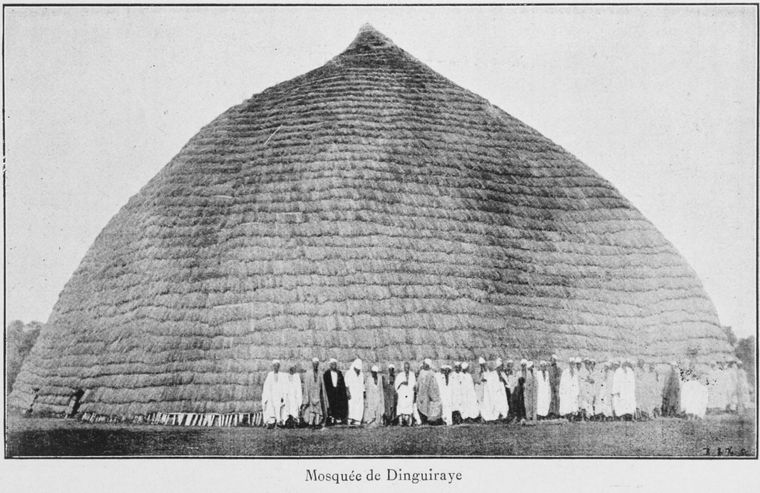
مسجد دينغويراي حوالي 1900

تحمل المدينة ومسجدها أهمية تاريخية خاصة. أسس الحاج عمر بن سعيد طعل إمبراطورية سلطنة تكرور في المدينة وجعلها في البداية عاصمته. كما بنى الحاج عمر المسجد الكبير في المدينة في هذا الوقت وكانت المدينة بمثابة نقطة انطلاق لجهاده عام 1850.

## شخصيات بارزة
- سعيدو بوكوم (1945-) - كاتب